# The Barys
The Barys var en grupp konstcyklister, bestående av makarna Max och Birgitta, Vilhelmina Freytag, han född i Essen, Ruhrområdet , Tyskland 21 januari 1913 och död i Varberg 15 februari 1966, hon född i Örgryte församling 20 augusti 1912 och död i Varberg 7 juli 1988. Makarna ingick äktenskap 13 augusti 1949.
Elisabet Nilsson skrev i lokaltidningen 'Varbergs Extra' i april 1948 (redigerat utdrag):
"Max Freytag var konstcyklist sedan unga år när han mötte sin blivande partner och maka Birgitta. Hon hade tidigare ägnat sig åt sång och var till en början assistent vid föreställningarna. Med maken som tränare lärde hon sig att behärska ett flertal cyklar, den sex meter höga enhjulingen undantagen.
Efter andra världskrigets utbrott bosatte familjen sig i Danmark, som snart ockuperades av tyskarna. Man flyttade då till Norge, som rönte samma öde. Här blev Max Freytag som tysk medborgare inkallad. Efter 9 månader fick han permission för att besöka familjen, som återvänt till Danmark. Man lyckades övertala det tyska konsulatet att godkänna ett 2-dagars besök i Sverige, under förevändning att tyg till nya scenkläder kunde köpas där. Det hör till historien att Max Freytags färdigheter hade tagits i bruk för tysk soldatunderhållning. Familjen släpptes iväg, försedd med uppdraget att lämna rapport om bland annat svenskarnas reaktion på Karl Gerhards  kuplett Den ökända hästen från Troja. Den hade lanserats i juli 1940 med en text som väckt tyskarnas misshag. I Sverige ansökte familjen om främlingspass och bosatte sig i Varberg, som blev deras framtida hemstad." 
Med bland andra Cirkus Scott och Cirkus Benneweis for de under kommande år på turné i Sverige, och framträdde även på Gröna Lund och Liseberg. När man gästade Nöjesparken i Varberg, gick Varbergsborna man ur huse för att se ”sina” artister. Max Freytag tillverkade själv sina åkdon, däribland en mini-motorcykel, som väckte uppmärksamhet när den ibland kördes på Varbergs gator. Den möjligen fejkade nummerskylten hade beteckningen 'N 13', försedd med den länsbokstav som användes intill 1973 och där 'N' stod för Halland. I manege och på scen användes den oftast i finalnumret och kunde då rymma hela familjen Freytag: Max, Birgitta och de två barnen, ibland med den danska kompanjonen och komikern Peppo stående längst bak.   
En notis i Aftonbladet berättade: "Världens minsta motorcykel finns i Varberg och har konstruerats av konstcyklisten Max Bary. Lilleputåket hade måtten 90 cm lång och en höjd av cirka 50 cm (egentligen 40) och väger 19,5 kg. Motorn är på 1.5 hkr och tankarna rymmer 2 liter bensin. Hr Bary har uppnått 55 km:s hastighet med den originella maskinen."
Familjen Freytag uppträdde under namnet The Barys fram till början av 1960-talet, då maken insjuknade. Birgitta Freytag övergick då till annan publik verksamhet som innehavare av en korvkiosk.
Under en period samarbetade man med komikern Mats Bahr (egentligen Mats Ottosson). Han sägs ha inspirerats till sitt artistnamn av gruppens namn, The Barys.